# Gy (fiume)
Il Gy (noto anche come Ugy) è un fiume del nord della Francia, che scorre nel dipartimento del Passo di Calais, nella regione dell'Alta Francia, affluente della Scarpe, quindi subaffluente della Schelda.

## Geografia
Il Gy nasce a Montenescourt e sfocia nella Scarpe a Duisans dopo un percorso di 8,1 km.

### Comuni e cantoni attraversati
Nel solo dipartimento del Passo di Calais, il Gy attraversa i cinque comuni, da monte verso valle di Montenescourt (sorgente), Gouves, Agnez-lès-Duisans, Étrun, Duisans (confluenza).
In termini di cantoni, il Gy nasce e sfocia nel cantone di Avesnes-le-Comte, attraversa o costeggia il cantone di Arras-1, il tutto nell'arrondissement di Arras.

### Bacino idrografico e toponimo
Il Gy ha dato il suo nome alla Comunità di comuni della Val du Gy comprendendo dieci località (4603 abitanti) attorno a Duisans, a qualche chilometro a ovest di Arras, nel dipartimento del Passo di Calais.

## Affluenti
(rd = riva destra; rs=riva sinistra)

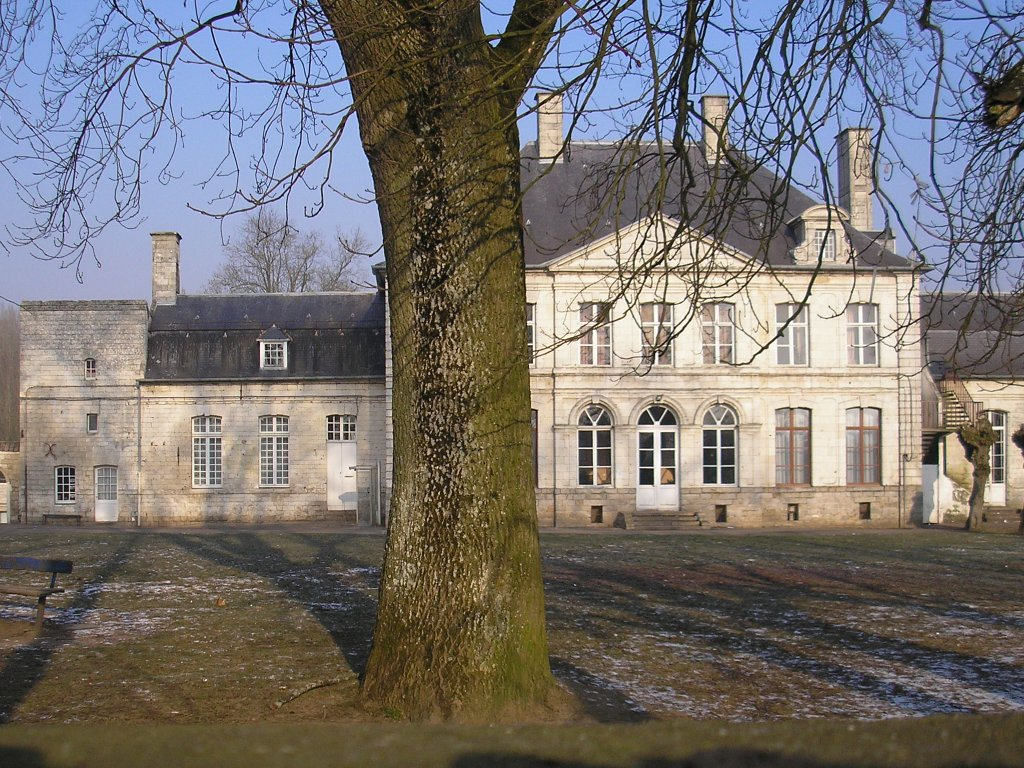
Il castello di Duisans.

Il Gy ha quattro affluenti, secondo il SANDRE
- l'Ugy (rs), 6 km sui cinque comuni di Noyelle-Vion (sorgente), Lattre-Saint-Quentin, Noyellette, Habarcq, Montenescourt (confluenza).
- l'Ury (rd), 7 km sui tre comuni di Gouy-en-Artois (sorgente), Wanquetin e Montenescourt (confluenza).
- le Ru (rs), 1 km sui comuni di Gouves (sorgente) e di Agnez-lès-Duisans (confluenza).
- il torrente di Duisans, 1 km

### Numero di Strahler
Il suo numero di Strahler è due.